# ダグラス郡 (コロラド州)
ダグラス郡（英: Douglas County）は、アメリカ合衆国コロラド州の中央部に位置する郡である。人口は35万7978人（2020年）。郡庁所在地はキャッスルロックであり、町の北にある城のような形をした巨礫に因んで命名されている。同郡で人口最大の町は国勢調査指定地域であるハイランズランチである。コロラド州の二大都市であるデンバーとコロラドスプリングスの中ほどに位置し、デンバー・オーロラ大都市圏とデンバー・オーロラ・ボルダー広域都市圏に属している。
ダグラス郡は樹木がまばらであり、その大半はポンデローサマツである。メサや小さな水流が特徴の起伏が多い地形である。チェリー・クリークとプラム・クリークが郡内を発し、北のデンバーに流れてサウスプラット川に注いでいる。どちらのクリークも過去に鉄砲水を起こしており、プラム・クリークの場合は1965年のデンバー洪水の原因の一部になった。チェリー・クリークには現在ダムが造られている。
住民の大半は郡外の都市圏に通勤している。郊外開発が従来の牧畜経済に置き換わりつつある。

## 歴史
ダグラス郡は1861年11月1日にコロラド準州によって創設された最初の17郡の1つである。郡名はイリノイ州選出のアメリカ合衆国上院議員スティーブン・ダグラスに因むものであり、ダグラスは郡が創設される5ヶ月前に死亡した。当初の郡庁所在地はフランクタウンにあったが、1863年にカリフォルニアランチに、1874年にキャッスルロックに移された。郡の領域は当初東のカンザス州との州境まで延びていたが、1874年に東側の部分の大半がエルバート郡に分割された。

## 地理

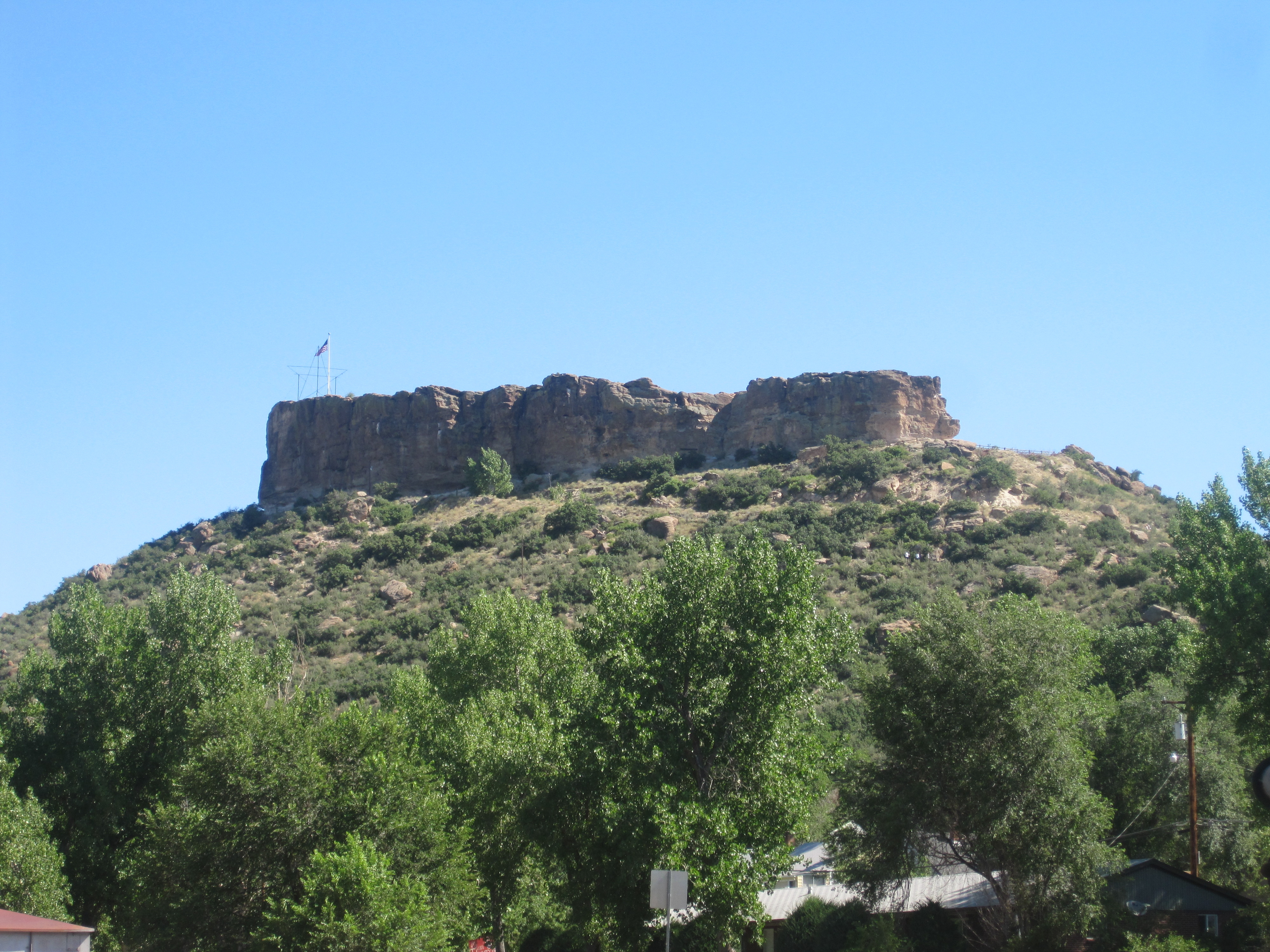
キャッスルロックにある城のような形をした巨礫

アメリカ合衆国国勢調査局に拠れば、郡域全面積は842.75平方マイル (2,182.7 km2)であり、このうち陸地は840.11平方マイル (2,175.9  km2)、水域は2.64平方マイル (6.8 km2)で水域率は0.31％である。

### 隣接する郡
- ジェファーソン郡 - 西
- アラパホ郡 - 北
- エルバート郡 - 東
- エルパソ郡 - 南東
- テラー郡 - 南

ダグラス郡は大規模な歴史部門であるダグラス郡歴史研究センターを持つ包括的な図書館体系を持っている。

## 都市と町

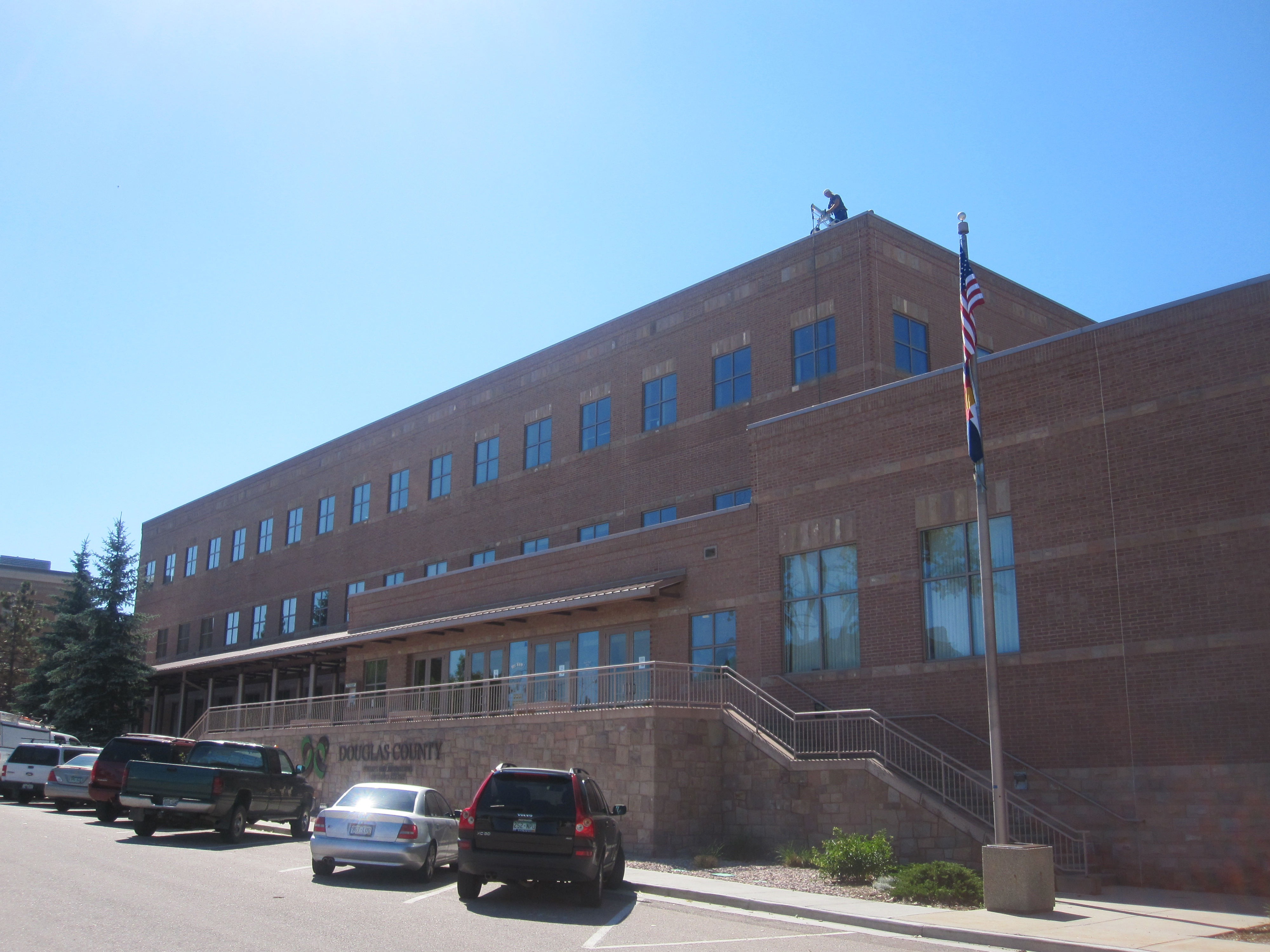
キャッスルロックにあるダグラス第2郡庁舎

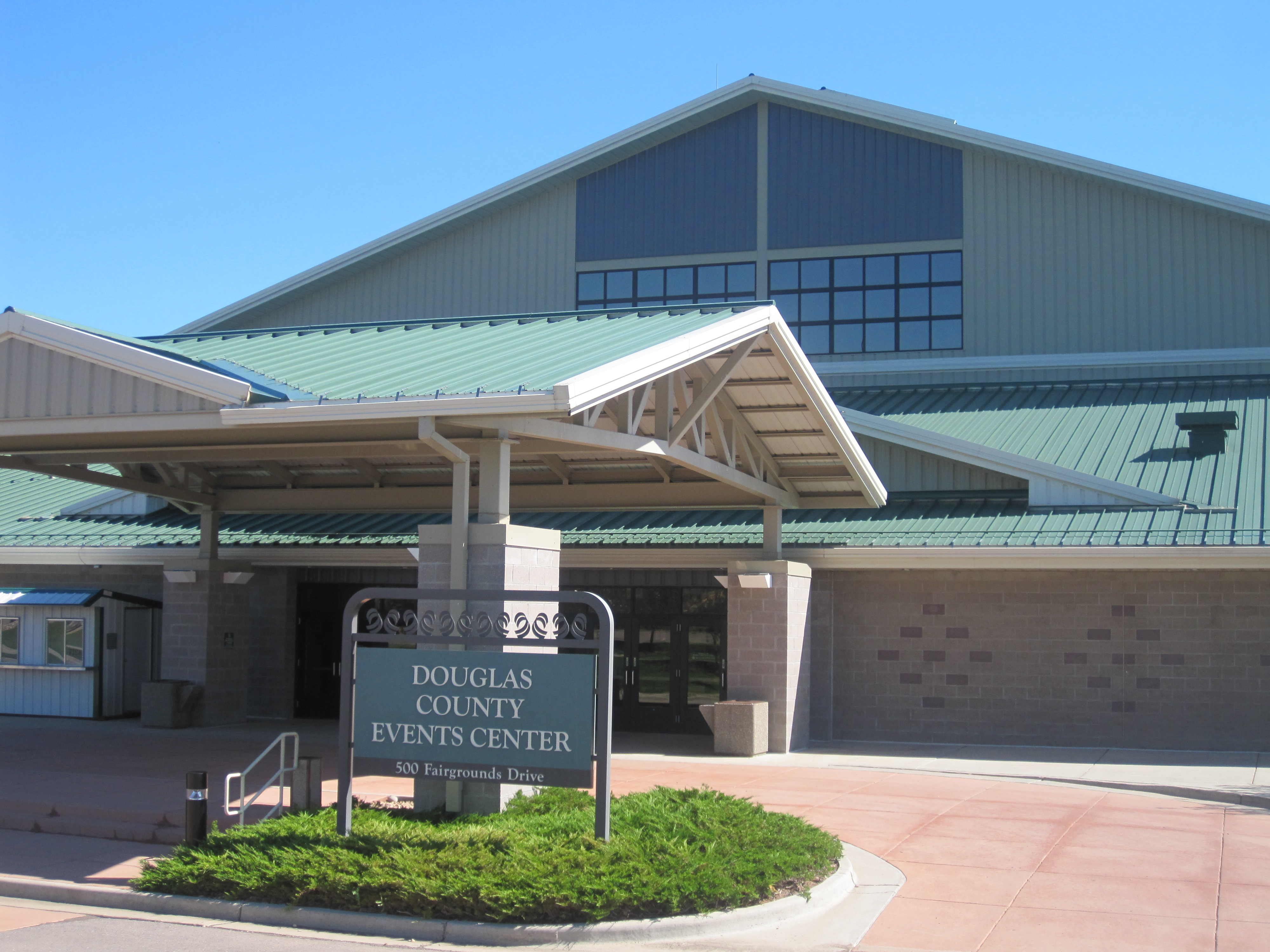
キャッスルロックにあるダグラス郡催事会館とお祭広場庁舎

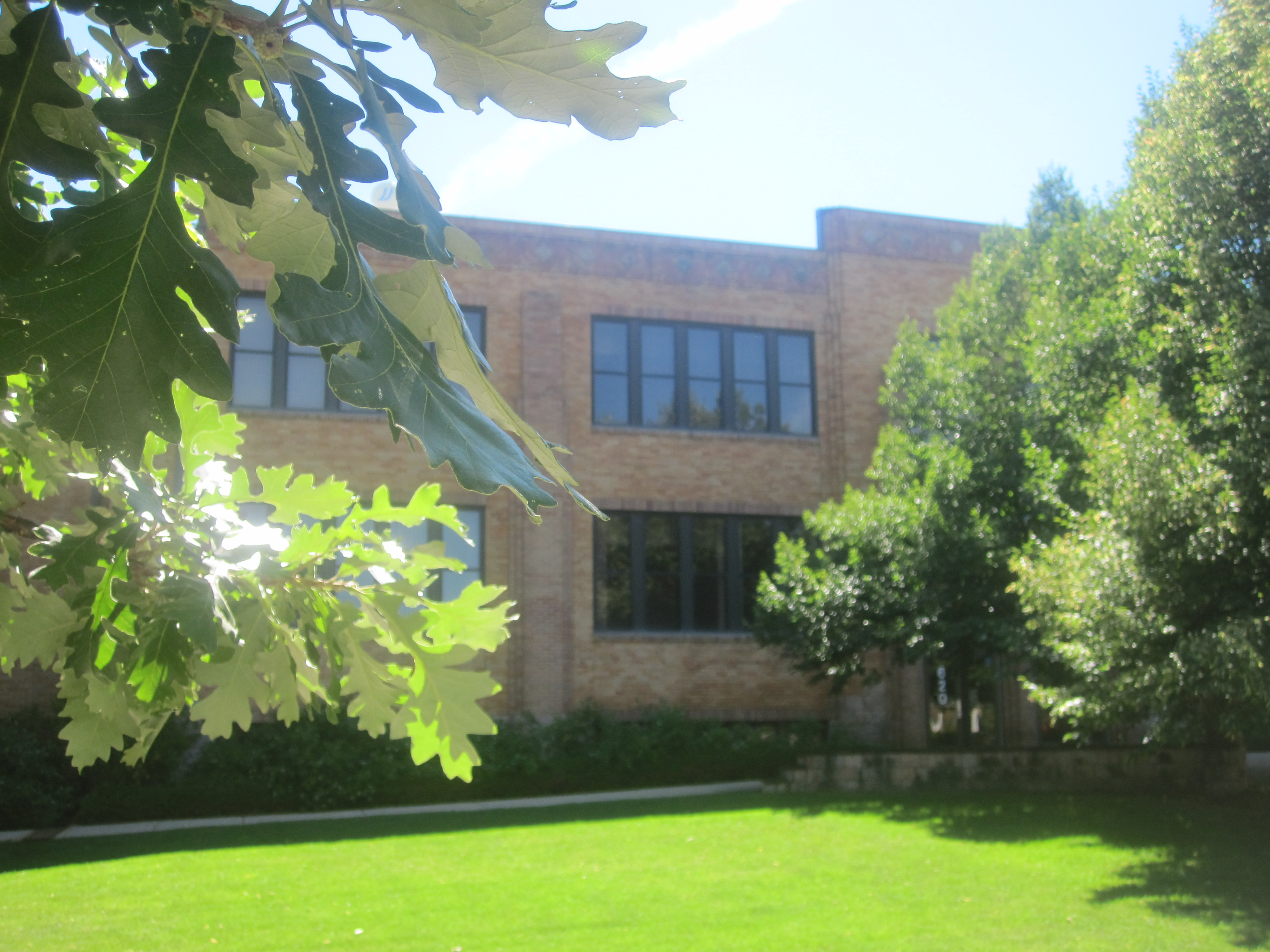
キャッスルロックにあるダグラス郡教育学区事務所

- キャッスルロック - 郡庁所在地
- パーカー
- キャッスルパインノース
- ラークスパー
- ローンツリー
- オーロラ（部分）
- リトルトン（部分）

### 国勢調査指定地域
| - エーカーズグリーン - キャリッジクラブ - キャッスルパインズ（キャッスルパインノースの大部を含む） - コットンウッド - フランクタウン - グランドビューエステイツ - ヘリテージヒルズ - ハイランズランチ | - ルービアーズ - メリディアン - ペリーパーク - ロックスボロパーク - シダリア - ストーンゲイト - ザ・パイナリー - ウェストクリーク |

### 未編入の町
- キャッスルパインビレッジ
- ダカン
- デッカーズ
- グリーンランド

### 計画中の町
- スターリングランチ[5]

## 公園
郡内にある州立公園としては、キャッスルウッドキャニオン州立公園、チャットフィールド州立公園、およびロックスボロ州立公園がある。郡の一部はパイク国立の森に入っており、歴史あるサウスプラット・トレイルが通っている。
レクリエーション・トレイルとして以下のものがある。
- アメリカン・ディスカバリー・トレイル
- コロラド・トレイル
- デビルズヘッド国立レクリエーション・トレイル
- ハイラインキャナル国立レクリエーション・トレイル
- プラット川グリーンウェイ国立レクリエーション・トレイル
- リッジライン・オープンスペース・トレイル

## 人口動態
以下は2000年国勢調査による人口統計データである。
| 基礎データ - 人口: 175,766人 - 世帯数: 60,924 世帯 - 家族数: 49,835 家族 - 人口密度: 81人/km2（209人/mi2） - 住居数: 63,333軒 - 住居密度: 29軒/km2（75軒/mi2） 人種別人口構成 - 白人: 92.77% - アフリカン・アメリカン: 0.95% - ネイティブ・アメリカン: 0.41% - アジア人: 2.51% - 太平洋諸島系: 0.06% - その他の人種: 1.43% - 混血: 1.88% - ヒスパニック・ラテン系: 5.06% 年齢別人口構成 - 18歳未満: 31.6% - 18-24歳: 4.8% - 25-44歳: 37.9% - 45-64歳: 21.6% - 65歳以上: 4.2% - 年齢の中央値: 34歳 - 性比（女性100人あたり男性の人口） - 総人口: 99.7 - 18歳以上: 97.4 | 世帯と家族（対世帯数） - 18歳未満の子供がいる: 47.2% - 結婚・同居している夫婦: 73.8% - 未婚・離婚・死別女性が世帯主: 5.71% - 非家族世帯: 18.2% - 単身世帯: 13.3% - 65歳以上の老人1人暮らし: 1.9% - 平均構成人数 - 世帯: 2.88人 - 家族: 3.19人 収入と家計 - 収入の中央値 - 世帯: 82,929米ドル（2007年推計では93,819米ドル） - 家族: 88,482米ドル（2007年推計では102,767米ドル） - 性別 - 男性: 60,729米ドル - 女性: 38,965米ドル - 人口1人あたり収入: 34,848米ドル - 貧困線以下 - 対人口: 2.1% - 対家族数: 1.6% - 18歳未満: 1.9% - 65歳以上: 3.7% |

2000年統計でダグラス郡はコロラド州の郡の中で世帯当たり収入の中央値が最高である。2008年ではアメリカ合衆国の郡の中で第8位であり、上位15位の中でニューヨークやワシントンD.C.の都市圏ではない郡は2つしかないうちの1つだった。

## 教育
ダグラス郡の公共教育はダグラス郡教育学区RE-1が管轄しており、コロラド州では3番目に大きな学区である。伝統的な地域学校に加えて、6つのチャータースクール、4つのオプションスクール、および1つのオンラインスクールがある。学校の評価は一般に高い。
パーカーにあるシャパラル大学センターは、アラパホ・コミュニティ・カレッジ、コロラド大学デンバー校、デンバー大学ユニバーシティカレッジ、およびダグラス郡教育学区を通じて教育コースを提供している。フェニックス大学のキャンパスがローンツリーにある。

## 経済

### 主要雇用主
ダグラス郡の包括的年次財政報告書2010年版に拠れば、郡内主要雇用主は以下の通りである。
| 順位 | 雇用主                                         | 従業員数 |
| ---- | ---------------------------------------------- | -------- |
| 1    | ダグラス郡教育学区RE-1                         | 6,245    |
| 2    | エコースター（通信業）                         | 1,840    |
| 3    | CH2M HILL（エンジニアリング）                  | 1,600    |
| 4    | tw テレコム（通信業）                          | 1,100    |
| 5    | ウエスタンユニオン（金融業）                   | 1,090    |
| 6    | ダグラス郡                                     | 1,061    |
| 7    | ヘルスワン: スカイリッジ医療センター           | 1,030    |
| 8    | センチュラヘルス: パーカー・アドベンチスト病院 | 840      |
| 9    | リバティメディア（メディア）                   | 730      |
| 10   | IHS                                            | 700      |

## 外部の評価
ダグラス郡は多くの定期刊行物から評価されてきた。
- 雑誌マネーは2009年8月18日に、「過去8年間で就職機会の増加した郡」の第5位に位置づけた（キャッスルロック、パーカー、ストーンゲイト、ローンツリーおよびハイランズランチを含む）[10]。
- 雑誌アメリカンシティ・ビジネス・ジャーナルズは、2004年5月に、「生活の質」で第4位に位置づけた。
- SchoolDigger.comは、2009年の試験成績で、ダグラス郡教育学区をデンバー都市圏で第1位、コロラド州で第12位に位置づけた（教育学区のランキングは評価された122の学区の中で個々の学校の平均的なランキングで決定された）[11][12]。